# Lucy Griffiths
Lucy Ursula Griffiths es una actriz inglesa conocida por haber interpretado a Marian en la serie Robin Hood y a Nora Gainesborough en la serie True Blood.

## Biografía
Lucy nació en Inglaterra, Reino Unido; estudió en el Roedean School, Dorothy Stringer High School y en Varndean College. 
Fue miembro del National Youth Music Theatre.
Es amiga del actor británico Richard Armitage.

## Carrera
Lucy ha aparecido en varias puestas en escenas como Arcadia, The White Devil, The Man of The Mode, Les Miserables, La bohème, A Midsummer Night's Dream, Jesus Christ Superstar, The Crucible, Shaker's Duologue, entre otras... 
Su primera aparición en televisión fue en 2006 cuando apareció como personaje invitado en la serie Sea Of Souls donde dio vida a Rebecca, ese mismo año apareció en Sugar Rush y apareció en la obra The White Devil.
En febrero de. 2006 se unió al elenco de la serie dramática de la BBC, Robin Hood, donde interpretó a la energética y bella Marian, el interés romántico de Robin Hood (Jonas Armstrong), hasta el final de la segunda temporada luego de que su personaje fuera asesinado por Sir Guy of Gisborne (Richard Armitage) luego de que Marian le revelara que amaba a Robin.
Lucy regresó para el final de la serie durante la tercera temporada cuando se le apareció a Robin en una visión para acompañarlo en sus últimos momentos antes de que éste muriera. Griffiths ha dicho que su personaje fue escrito como una mujer inteligente, con carácter, ingeniosa y hermosa, todo lo que ella esperaba que fuera.
En el 2009 hizo su debut en la obra Arcadia y apareció en series como Collision, Billboard y en U Be Dead donde interpretó a Bethan Ancell.
En enero del 2011 se anunció que aparecería en la nueva serie Awakening y que interpretaría el papel principal Jenna Lestrade, sin embargo la serie no siguió adelante.
En el 2012 se unió al elenco de la quinta temporada de la serie True Blood donde interpretó a la vampiresa Nora Gainsborough, la hermana del vampiro Eric Northman, hasta el 2013 durante la sexta temporada después de que su personaje muriera al sucumbir al virus del Hepatitis V.
En abril del 2015 se anunció que se había unido al piloto de Preacher donde dará vida a Emily Woodrow, una madre soltera y la mano derecha de Jesse Custer.

## Filmografía

### Series de Televisión
| Año             | Programa         | Personaje                 | Notas                       |
| --------------- | ---------------- | ------------------------- | --------------------------- |
| 2015 - presente | Preacher         | Emily Woodrow             | -                           |
| 2014            | Constantine      | Liv                       | episodio "Non Est Asylum"   |
| 2012 - 2013     | True Blood       | Nora Gainesborough        | 21 episodios                |
| 2010            | The Little House | Ruth                      | 2 episodios                 |
| 2010            | Lewis            | Madeleine "Maddie" Escher | episodio "Falling Darkness" |
| 2009            | Collision        | Jane Tarrant              | miniserie de 5 episodios    |
| 2006 - 2009     | Robin Hood       | Marian de Locksley        | 27 episodios                |
| 2006            | Sugar Rush       | Lettie                    | episodio # 2.2              |
| 2006            | Sea of Souls     | Rebecca                   | episodio "Succubus"         |

### Películas
| Año  | Título              | Personaje       | Notas |
| ---- | ------------------- | --------------- | --- |
| 2014 | Home for Christmas  | Alice           | junto a April Pearson, Derren Nesbitt & Amanda Piery                                                       |
| 2014 | Last Summer         | Rebecca         | junto a Rinko Kikuchi, Yorick van Wageningen, Laura Bach & Daniel Ball                                     |
| 2014 | Winter's Tale       | Mrs. Lake       | junto a Matthew Bomer, Will Smith, Russell Crowe, Colin Farrell, Jennifer Connelly & Jessica Brown-Findlay |
| 2013 | Uncanny             | Joy Andrews     | junto a Mark Webber, David Clayton Rogers & Rainn Wilson                                                   |
| 2012 | The Numbers Station | Meredith        | junto a Malin Åkerman, John Cusack, Liam Cunningham & Hannah Murray                                        |
| 2011 | Billboard           | Denise "The EX" | junto a Anna Cox & Kieron James                                                                            |
| 2011 | Awakening           | Jenna Lestrade  | junto a Brian Hallisay, Titus Welliver & Meredith Hagner                                                   |
| 2011 | 3 Flat Whites       | -               | corto - junto a Jessie Cave                                                                                |
| 2009 | U Be Dead           | Bethan Ancell   | junto a junto a David Morrissey, Thomas Craig, Alexis Zegerman, Richard Lumsden & David Kennedy            |

### Teatro
| Año  | Obra                      | Personaje         | Director(a)        | Teatro                    | Notas                                              |
| ---- | ------------------------- | ----------------- | ------------------ | ------------------------- | -------------------------------------------------- |
| 2011 | Atman                     | -                 | -                  | Finborough Theatre        | junto a Matthew Spencer                            |
| 2009 | Arcadia                   | Chloe Coverley    | David Leveaux      | Duke of York's Theatre    | junto a Samantha Bond, Jessie Cave & Trevor Cooper |
| 2006 | The White Devil           | Marcella/Giovanni | David Oyelowo      | Pavillion Theatre         | -                                                  |
| -    | The Man of The Mode       | Lady Woodville    | David Oyelowo      | Pavillion Theatre         | -                                                  |
| -    | Amy's Wedding             | Amy               | Syd Ralph          | The Garage Theatre        | -                                                  |
| 2004 | Les Miserables            | Éponine           | Michael Burnie     | The Gardenier Arts Centre | -                                                  |
| 2001 | Otello                    | Coro Infantil     | -                  | Glyndebourne              | -                                                  |
| 2000 | La bohème                 | Coro Infantil     | -                  | Glyndebourne              | -                                                  |
| -    | Spider Dance              | Kali              | Tom Godwin         | University Theatre        | -                                                  |
| -    | Strangers                 | Evie              | Richard Lindfield  | University Theatre        | -                                                  |
| -    | A Midsummer Night's Dream | Hermia            | Melanie Bloor      | Roedean Theatre           | -                                                  |
| -    | The Crucible              | Mary Warren       | Matthew Williamson | Brighton Little Theatre   | -                                                  |
| -    | Shaker's Duologue         | Tracy             | Melanie Bloor      | -                         | -                                                  |

- Apariciones.:

| Año  | Programa                       | Notas                                                     |
| ---- | ------------------------------ | --------------------------------------------------------- |
| 2007 | Children in Need               | junto a Richard Armitage                                  |
| 2006 | The National Television Awards | presentadora - junto a Jonas Armstrong & Richard Armitage |
| 2006 | World of Robin Hood            | -                                                         |